# Soliera Apuana
Soliera Apuana, comunemente conosciuta come Soliera, è una frazione del comune di Fivizzano, in provincia di Massa-Carrara.

## Geografia fisica
Soliera Apuana è situata nella regione storica della Lunigiana, su un colle sovrastante la confluenza del torrente Rosaro nell'Aulella. Sorge a 7,5 km a sud-ovest dal capoluogo comunale Fivizzano.

## Storia
Le prime notizie che riguardano questo antico borgo murato si hanno nel 998 quando la Pieve di Soliera venne ceduta da Oberto I ai vescovi di Luni. 
Successivamente, nel 1185, l'imperatore Federico I affidò alla diocesi di Luni anche il castello di Soliera insieme alle sue pertinenze.

## Luoghi di interesse
Resti del castello di Soliera, costituiti dalle torri e dalla cinta muraria, alla quale si appoggiano le mura delle case.
Presente anche una vecchia chiesa "Madonna dei Colli" in località Frati, dove era presente un piccolo monastero usato dai frati fino a pochi anni fa, al momento la struttura non è accessibile.
resti della Vecchia Pieve presso località cimente'.
Presente anche un lago di pesca sportiva: Lago Fario e un campo di bocce in via Provinciale.
Borgo con piastroni in granito ben conservato.

## Infrastrutture e trasporti
Soliera è attraversata dalla strada statale 63 del Valico del Cerreto, sulla quale sono svolte autocorse di collegamento con Aulla a cura di CTT Nord.
Comune con la frazione di Rometta, è inoltre presente una fermata ferroviaria servita dai treni che percorrono la ferrovia Lucca-Aulla.

## Eventi
- Fiera di San Marco - 25 aprile. Antica celebrazione del mondo agricolo e mercantile.
- Festa Patronale - Arcipretura di Santa Maria Assunta - 15 agosto Santa Maria Assunta
- Cena nel Borgo - sabato prima di Ferragosto
- Sagra della Focaccetta - che si svolge nel mese di luglio e agosto.

## Sport
La squadra di calcio del paese si chiama Rangers Soliera e militerà nel campionato di calcio di Terza categoria toscana dopo 7 anni di assenza dal campionato FIGC.
Esiste la società pesca sportiva Fario, campione italiana nel 1998 - 1999.